# Amanda Bynes
Amanda Laura Bynes  (Thousand Oaks, California, 3 de abril de 1986) es una actriz, presentadora de televisión, cantante y diseñadora de moda estadounidense. Es principalmente conocida por su trabajo en televisión y cine durante las décadas de 1990 y 2000. Bynes comenzó su carrera como actriz infantil, trabajando en la comedia de sketches de Nickelodeon All That (1996-2000), y tuvo mayor reconocimiento protagonizando su serie derivada The Amanda Show (1999-2002), por la que recibió varios elogios.
Desde su adolescencia, Bynes saltó a la fama por su papel de Holly Tyler en la comedia de situación de The WB What I Like About You (2002-2006), e hizo su debut cinematográfico en la comedia Big Fat Liar (2002). Luego protagonizó una serie de películas de éxito, incluida la comedia What a Girl Wants (2003) y la animación Robots (2005); recibió elogios por sus papeles en la comedia deportiva She's the Man (2006), el musical Hairspray (2007) y la comedia dramática Easy A (2010).
En su vida personal altamente publicitada, Bynes ha luchado contra el abuso de sustancias y ha enfrentado problemas legales. Anunció una pausa indefinida de la actuación en 2010 mientras luchaba con varios problemas personales. En 2018, Bynes expresó interés en regresar a la actuación televisiva.

## Primeros años de vida
Amanda Laura Bynes nació en Thousand Oaks, California, el 3 de abril de 1986, es la menor de los tres hijos de Lynn (de soltera Organ), asistente dental y gerente de oficina, y Rick Bynes, dentista. Su padre es católico y de ascendencia irlandesa, lituana y polaca. Su madre es judía de padres canadienses de ascendencia polaca, rusa y rumana.

## Carrera profesional

### 1993-2005: Actuación infantil y éxito internacional
Bynes comenzó a actuar profesionalmente a la edad de 7 años, apareciendo en un anuncio de televisión de caramelos Buncha Crunch. Durante su infancia, también apareció en el escenario en versiones de Annie, The Secret Garden, The Music Man y The Sound of Music. Más tarde, asistió a un campamento de comedia en Los Ángeles Laugh Factory y fue descubierta por un productor de Nickelodeon antes de ser elegida por la cadena para la serie de comedia de sketches All That, donde interpretó varios papeles de 1996 a 2000. El programa le valió a Bynes mucho reconocimiento y ganó un premio Kids 'Choice Awards en 2000. Bynes también fue miembro habitual de la serie Figure It Out de 1997 a 1999. A la edad de 13 años, Bynes protagonizó la comedia derivada de All That The Amanda Show de 1999 a 2002. Tuvo reconocimiento en el programa, donde ganó muchos elogios, ganando sus cuatro premios Kids 'Choice Awards y dos nominaciones a los Premios Young Artist.
En 2002, Bynes hizo su debut cinematográfico en Big Fat Liar, donde interpretó a Kaylee, la mejor amiga del personaje de su coprotagonista Frankie Muniz. Aunque la película tuvo una recepción mixta, fue un éxito comercial, y ganó un premio Kids 'Choice Awards por su actuación. También en 2002, consiguió un papel protagónico en la comedia de situación de WB What I Like About You de 2002 a 2006, donde coprotagonizó con Jennie Garth; la serie obtuvo críticas positivas y Bynes recibió varias nominaciones de los Teen Choice Awards y los Young Artist Awards. En 2003, Bynes apareció en la portada de la edición de julio de 2003 de Vanity Fair. Tuvo un papel de voz en la película directa a video Charlotte's Web 2: Wilbur's Great Adventure, que fue criticada por los críticos. También tuvo un papel de voz como Piper Pinwheeler en la película animada Robots de 2005, que fue un éxito comercial. También en 2005, protagonizó la comedia romántica Love Wrecked.

### 2006-2010: Éxitos e interrupciones del cinemainstream
Bynes fue nombrada una de las «25 estrellas más calientes menores de 25» de Teen People en 2006. En 2006, Bynes protagonizó la película de comedia deportiva She's the Man, basada en Twelfth Night de William Shakespeare. Ella interpreta a Viola Hastings, una niña que se hace pasar por un niño para jugar con el equipo de fútbol masculino después de que su equipo fue cortado en su escuela. El crítico Roger Ebert escribió «De Amanda Bynes, digamos que es alegre y valiente y que de alguna manera encuentra la manera de interpretar su papel imposible sin aclararse la garganta más de seis u ocho veces. Más importante aún, nos gusta. La revista Bustle escribió en 2018: «She's The Man era sexy, hilarante y provocaba ansiedad. Fue perfecto, y Bynes fue una revelación».
En 2007, Bynes interpretó a Penny Pingleton, una joven protegida, en la película de comedia musical Hairspray. La película fue un éxito comercial y de crítica, y se estrenó en más de 3.000 salas, el debut más grande de cualquier película musical. Se convirtió en la película más exitosa de Bynes en ese momento, y ella y el resto del elenco fueron aclamados por sus actuaciones. Ganó el premio de la Crítica Cinematográfica a la mejor interpretación de un reparto y recibió una nominación al premio del Sindicato de Actores en 2008, entre otros. También apareció en la banda sonora de Hairspray, que obtuvo una nominación al Grammy. Se anunció que Bynes repetiría su papel en Hairspray 2, sin embargo, el proyecto fue cancelado.
En agosto de 2007, Bynes se asoció con Steve & Barry's para crear su propia línea de moda llamada Dear, que consta de ropa y accesorios. La línea se interrumpió cuando Steve & Barry's se declaró en bancarrota del capítulo 11 en 2008. El siguiente papel de Bynes fue en otra comedia, Sydney White, estrenada en 2007. La película fue un fracaso, aunque la actuación de Bynes fue elogiada, y el sitio de recopilación de reseñas Rotten Tomatoes escribió «Amanda Bynes es encantadora, pero Sydney White es una versión mal adaptada de Blancanieves, que se basa en risas cansadas de estereotipos étnicos».

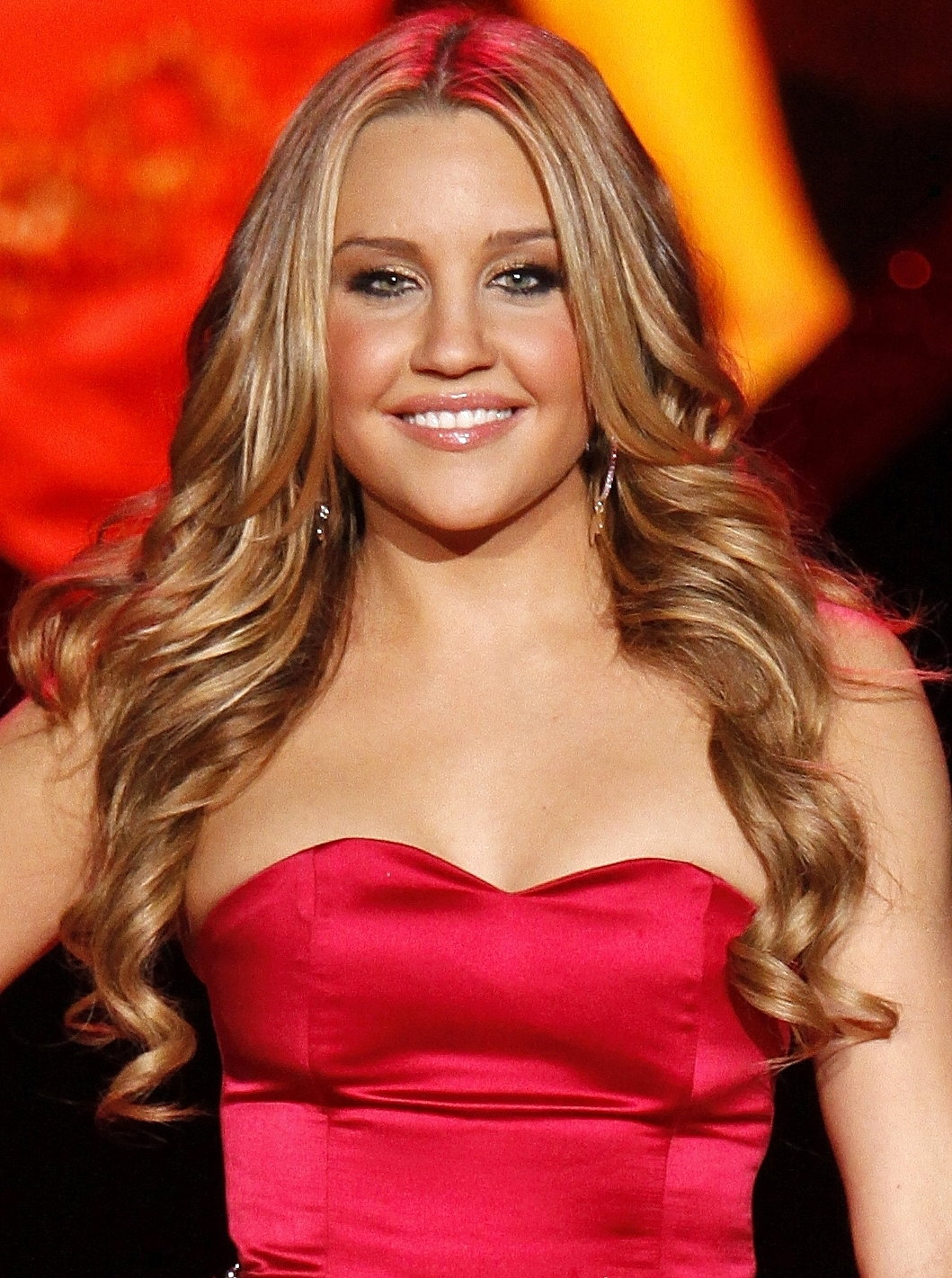
Amanda Bynes en 2009.

En 2008, Bynes apareció en la película de Lifetime Television Living Proof como asistente estudiantil del personaje de Harry Connick, Jr.. La película y el elenco fueron elogiados. En 2009, iba a protagonizar la comedia Post Grad, pero se retiró sin que se revelara ningún motivo y fue reemplazada por Alexis Bledel, lo que agravó los rumores de que estaba en problemas personales. En 2010, coprotagonizó junto a la entonces desconocida Emma Stone en la comedia Easy A. Interpretó a Marianne Bryant, una estudiante de secundaria popular y crítica. La película fue un éxito comercial y de crítica, con Stone y Bynes recibiendo elogios de la crítica por sus actuaciones. Ese mismo año, Bynes comenzó a filmar la película de comedia Hall Pass, pero abandonó la película y fue reemplazada por Alexandra Daddario. En julio de 2010, Bynes anunció una pausa indefinida en la actuación a través de su cuenta de Twitter:

«Sé que 24 años es una tierna edad para retirarse, pero tienen la primicia, me he retirado. Ser actriz no es tan divertido como parece, si ya no amo algo, lo dejo de hacer. Ya no amo actuar, por eso he dejado de hacerlo».
Amanda Bynes anunciando su retiro de la actuación.

Sin embargo, declaró en 2018 que tenía la intención de volver a actuar en televisión,no ha mencionado nada sobre regreso en la televisión. Iba a reunirse con los exmiembros del elenco de la serie de Nickelodeon All That de los 90s en marzo de 2023, su primera aparición pública desde el final de su tutela, pero no asistió.En diciembre de 2023, Bynes debutó como copresentadora de un podcast estilo entrevista, Amanda Bynes & Paul Sieminski: The Podcast, pero se fue después de un episodio.

## Vida personal
En 2007, Bynes se describió a sí misma como judía, y también declaró: «En cuanto a religión, me criaron en ambas. Aprendí sobre el judaísmo y el catolicismo. Mis padres dijeron que yo tenía que decidir a qué fe adherirme cuando crezca. Soy una especie de persona espiritual de todos modos. Aún no me he decidido sobre una religión. Todavía no sé exactamente en qué creo».
Desde la infancia, Bynes se ha interesado por la ilustración y el diseño de moda. En diciembre de 2013, Bynes se inscribió en 2014 en el Fashion Institute of Design & Merchandising de Irvine. En 2018, recibió su título de Asociado en Arte en Desarrollo de Productos de Mercancía y anunció sus intenciones de comenzar un programa de licenciatura. En 2019, Bynes se graduó de FIDM.
En 2008, Bynes salió brevemente con Seth MacFarlane después de darle voz a un personaje en un episodio del programa Family Guy de MacFarlane. En 2020, en su página de Instagram, anunció su compromiso con Paul Michael. Tres semanas después, se anunció que rompieron la relación, pero más tarde se reveló que este anuncio era falso. Michael declaró que sus cuentas de Instagram habían sido pirateadas. En marzo de 2020, Bynes compartió una foto de ultrasonido en su cuenta de Instagram, anunciando que estaban esperando a su primer hijo. Posteriormente eliminó esta publicación y su abogado confirmó que la pareja no esperaba un hijo a pesar de su afirmación inicial.

### Problemas de salud mental y abuso de sustancias
En 2012, Bynes fue acusada de conducir bajo los efectos del alcohol (DUI) en West Hollywood. Dos años después, se retiraron los cargos y recibió una libertad condicional de tres años. En mayo de 2013, Bynes fue acusada de peligro imprudente y posesión de marihuana después de que la encontraran fumando en el vestíbulo de su edificio de apartamentos en Manhattan. Cuando los agentes entraron en su apartamento del piso 36, supuestamente arrojó un bong por la ventana. Un juez del condado de Nueva York desestimó el caso en su contra en junio de 2014.
En julio de 2013, los agentes del alguacil del condado de Ventura la detuvieron después de que supuestamente iniciara un pequeño incendio en la entrada de una vivienda desconocida en Thousand Oaks. Fue hospitalizada bajo una suspensión de evaluación de salud mental de 72 horas. Los padres de Bynes solicitaron la tutela de su hija poco después de que comenzara su hospitalización. En agosto, a la madre de Bynes se le concedió una tutela temporal sobre los asuntos de Bynes.
En octubre de 2014, Bynes acusó a su padre de abuso sexual y emocional en una serie de tweets; cuando sus padres protestaron por su inocencia, Bynes tuiteó que su padre nunca la había abusado, pero «el microchip en mi cerebro me hizo decir esas cosas, pero él fue quien les ordenó que me pusieran el microchip». Días después, la madre de Bynes volvió a recibir la tutela. Poco después, Bynes anunció que le habían diagnosticado trastorno bipolar y esquizofrenia. En agosto de 2018, se presentó la documentación para continuar dicha tutela hasta agosto de 2020.
En 2018, Bynes declaró que había estado sobria durante cuatro años con la ayuda de sus padres. También se disculpó por lo que dijo en Twitter durante sus años de abuso de sustancias: «Estoy realmente avergonzada por las cosas que dije. No puedo volver atrás en el tiempo, pero si pudiera, lo haría. Estoy muy apenada por quien sea que haya lastimado y sobre quien haya mentido, es algo que me corroe por dentro». En una entrevista, Bynes declaró que durante sus días de abuso de sustancias experimentaba con cocaína y MDMA, pero la droga de la que mayormente abusaba era el medicamento recetado para el tratamiento de TDAH, el Adderall.
En marzo de 2023 la actriz tuvo que ingresar de urgencia en un centro psiquiátrico después de que fuese encontrada deambulando sola por una de las calles más peligrosas de Los Ángeles (Estados Unidos) completamente desnuda. La joven estaba tan desorientada que decidió parar un coche para que el conductor la ayudase a superar su «brote psicótico». Tras esto, la policía actuó llevándose a la actriz para realizar lo que se conoce como una «detención psicológica 5150», que consiste en retener al enfermo durante un máximo de 72 horas para que sea atendido en un hospital psiquiátrico que determine si es o no un peligro para él mismo o los demás.

## Filmografía

### Cine
| Año  | Título                                      | Papel                  | Notas |
| ---- | ------------------------------------------- | ---------------------- | ----- |
| 2002 | Big Fat Liar                                | Kaylee                 |       |
| 2003 | Charlotte's Web 2: Wilbur's Great Adventure | Nellie (voz)           |       |
| 2003 | What a Girl Wants                           | Daphne Reynolds        |       |
| 2005 | Robots                                      | Piper Pinwheeler (voz) |       |
| 2005 | Love Wrecked                                | Jenny Taylor           |       |
| 2006 | She's the Man                               | Viola Hastings         |       |
| 2007 | Hairspray                                   | Penny Pingleton        |       |
| 2007 | Sydney White                                | Sydney White           |       |
| 2010 | Easy A                                      | Marianne Bryant        |       |

### Televisión
| Año       | Título                | Papel                          | Notas                                                             |
| --------- | --------------------- | ------------------------------ | ----------------------------------------------------------------- |
| 1996-2000 | All That              | Varios personajes              | Elenco principal (temporadas 3-6)                                 |
| 1997-1999 | Figure It Out         | Panelista                      | Elenco principal                                                  |
| 1998      | Blue's Clues          | Ella misma                     | Episodio: «Blue's Birthday»                                       |
| 1999      | Arli$$                | Crystal Dupree                 | Episodio: «Our Past, Our Present, Our Future»                     |
| 1999-2002 | The Amanda Show       | Anfitriona / Varios personajes | Protagonista                                                      |
| 2000      | Crashbox              | Robot Rosado (voz)             | Episodio: «Amanda Bynes»                                          |
| 2000      | Double Dare 2000      | Ella misma                     | 2 episodios; contestante                                          |
| 2001      | The Drew Carey Show   | Jugadora de bocetos            | Episoioe: «Drew Carey's Back-to-School Rock 'n' Roll Comedy Hour» |
| 2001      | The Nightmare Room    | Danielle Warner                | Episodio: «Don't Forget Me»                                       |
| 2001-2002 | Rugrats               | Taffy (voz)                    | Personaje recurrente (temporada 9)                                |
| 2002-2006 | What I Like About You | Holly Tyler                    | Protagonista                                                      |
| 2008      | Family Guy            | Anna (voz)                     | Episodio: «Long John Peter»                                       |
| 2008      | Living Proof          | Jamie                          | Película para televisión                                          |

## Discografía
| Título                    | Año  | Otro artista(s) | Álbum     |
| ------------------------- | ---- | --- | --------- |
| «Without Love»            | 2007 | Zac Efron & Elijah Kelley | Hairspray |
| «You Can't Stop the Beat» | 2007 | Nikki Blonsky, Zac Efron, Elijah Kelley, John Travolta, Queen Latifah Michelle Pfeiffer, Christopher Walken, James Marsden, Taylor Parks & Brittany Snow | Hairspray |